# Acces direct

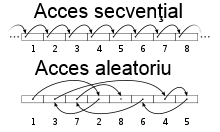
Comparație între accesul secvențial și accesul direct

În tehnologia informației, accesul direct (sau accesul aleatoriu), spre deosebire de accesul secvențial, reprezintă proprietatea sistemelor de memorie de a permite înregistrarea și regăsirea informației, independent de poziția pe mediul de suport a datei solicitate și a datei adresate anterior. Caracterizează memoriile de tip static, cum ar fi cele cu miezuri de ferită, cu circuite integrate de comutație etc.
Expresia „acces aleatoriu” se folosește de obicei în sintagma memorie cu acces aleator (engleză Random Access Memory – RAM), însă în terminologia fișierelor expresia „fișier cu acces direct” este mai exactă.
Accesul direct este necesar pentru programele din memoria calculatorului care conțin instrucțiuni de salt. De asemenea, este necesară în algoritmi ca: Ciurul lui Eratostene, căutare binară, sortare a întregilor.